# Davit Skhirtladze
Davit Skhirtladze (født 16. marts 1993) er en georgisk fodboldspiller som spiller for Dinamo Tbilisi i Georgien. 

## Karriere

### Aarhus Gymnastikforening
Davit Skhirtladze blev inviteret til at træne med AGF's reservehold i januar 2011 og skrev kontrakt med klubben i foråret 2011. Han begyndte derefter at træne med A-truppen, og han fik sin debut i Superligaen den 6. august 2011, da han blev skiftet ind i det 81. minut i stedet for Stephan Petersen i et 3-1-nederlag ude til SønderjyskE.
En anden georgisk fodboldspiller i AGF, David Devdariani, havde anbefalet AGF at hente Skhirtladze og Gega Diasamidze.

### Silkeborg IF
Den 24. november 2015 blev det offentliggjort, at Davit Skhirtladze skiftede til Silkeborg IF på en fri transfer, idet Skhirtladzes kontrakt med AGF udløb pr. 1. januar 2016. Her skrev han under på en halvandet årig aftale med klubben, således parterne har papir på hinanden frem til sommeren 2017.
Han forlod Silkeborg IF i september 2018 efter gensidig enighed herom.

## International karriere
I 2012 debuterede han på Georgiens U21 hold, hvor han scorede et mål.